# Impasse du Crédit-Lyonnais
L'impasse du Crédit-Lyonnais est une voie du 13e arrondissement de Paris située dans le quartier de la Maison-Blanche.

## Situation et accès
L'impasse du Crédit-Lyonnais est desservie à proximité par le RER B à la gare de Cité universitaire.

## Origine du nom
Cette voie a pris le nom de la banque, le Crédit lyonnais, qui possédait des immeubles dans l'impasse.

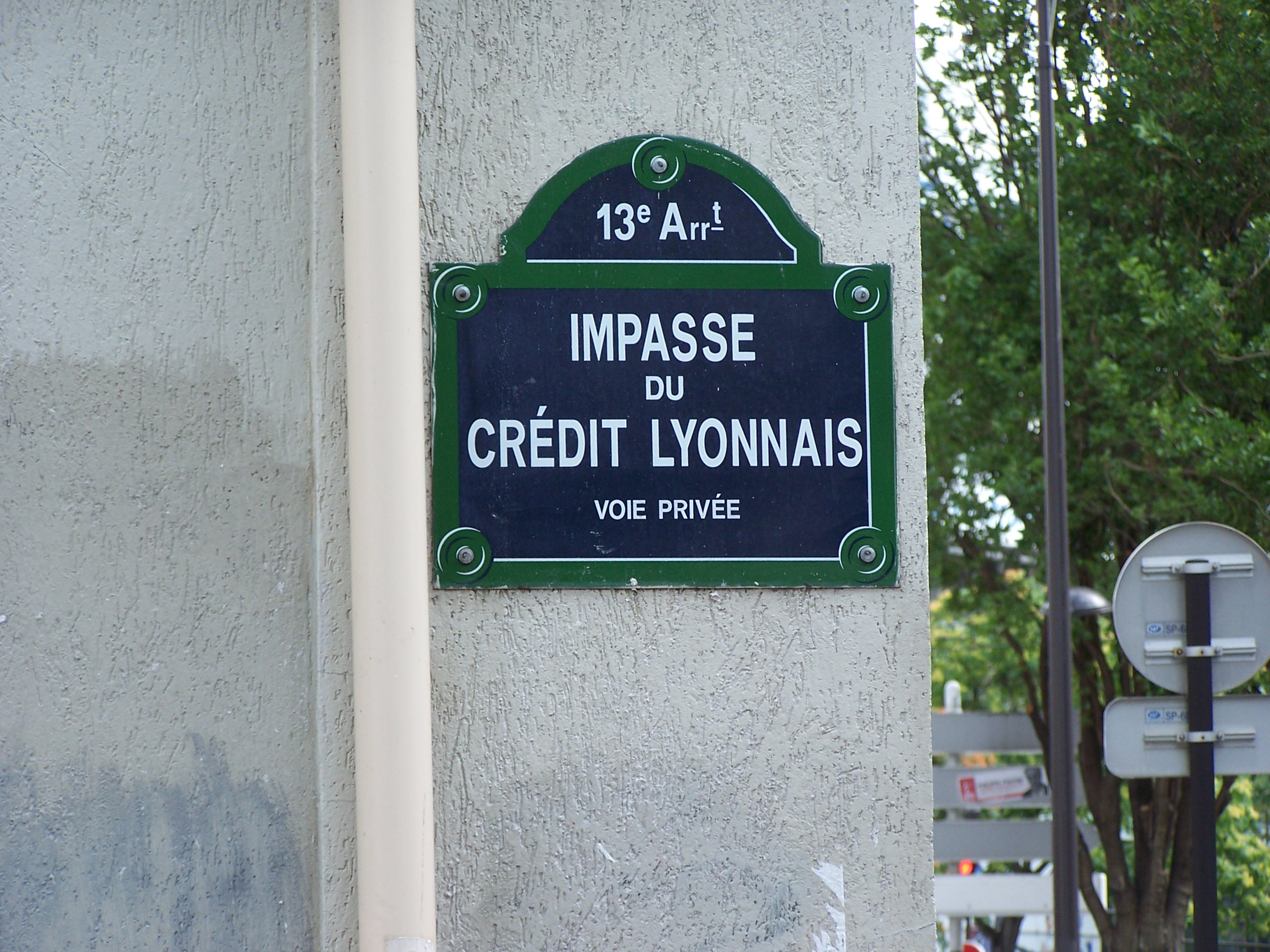
Plaque de rue de l’impasse du Crédit-Lyonnais.